# A jó német
A jó német (eredeti cím: The Good German) 2006-ban bemutatott amerikai neo-noir bűnügyi film, amelyet Paul Attanasio forgatókönyvéből Steven Soderbergh rendezett. A film Joseph Kanon 2001-es, azonos című regényének feldolgozása. A főbb szerepekben George Clooney, Cate Blanchett és Tobey Maguire látható.
A filmet fekete-fehérben forgatták és úgy tervezték, hogy az 1940-es évek film noir filmjeinek megjelenését imitálja. Bár olyan elemeket is tartalmaz (például szexjeleneteket és káromkodást), amelyeket a korabeli Hays-szabályzat tiltott volna. Plakátja a Casablanca című 1942-es, szintén Warner Bros. által forgalmazott film moziplakátja előtt tiszteleg, akárcsak a zárójelenet a repülőtéren. A DVD-kiadás 1,33:1 képarányban mutatja be a filmet, amely körülbelül 1953-tól kezdve hanyatlott, bár a mozikban és más DVD-kiadásokon a kissé modernebb, de még mindig szokatlan 1,66:1 képarányt használták.
Az Amerikai Egyesült Államokban 2006. december 15-én mutatták be a mozikban. Anyagi bukás lett, világszerte csupán 5,9 millió dolláros bevételt ért el a 32 milliós költségvetésével szemben. Emellett a kritikusok visszajelzései is vegyesek voltak.

## Cselekmény
Jacob "Jake" Geismer, a The New Republic amerikai haditudósítója visszatér Berlinbe a szövetséges hatalmak közötti Potsdami konferencia idején. Európában véget ért a második világháború (1945 májusában), de még azelőtt, hogy Ázsiában befejeződtek volna az ellenséges harcok (1945 augusztusában). Jacob szemtanúja lesz, amint meggyilkolt sofőrjét, egy Tully nevű feketekereskedő amerikai katonát kihalásszák egy folyó örvényéből, gyaníthatóan a potsdami konferencia helyszínének szomszédságában. A holttestnél 50 ezer német birodalmi márkát találnak, amelyről később kiderül, az amerikai megszálló erők nyomtatták.
Geismer belekeveredik meggyilkolt sofőrjének rejtélyes ügyébe, valamint a szovjet és amerikai erők titkos kutatásába, melyet az eltűnt német Emil Brandt után folytatnak. Mindkét rejtélybe egyre jobban belebonyolódik, nyomozása keresztezi a zsidó Lena Brandt - és Emil felesége - utáni kutatását, akivel Geismer még a háború előtti Berlinben, újságíróként töltött első munkája idején volt kapcsolatban. Lena "azt tette, amit tennie kellett", így élte túl a holokausztot. A film elején ezt prostitúciónak feltételezik, de később kiderül, Lena ("Stella Goldschlag" zsidó kollaboránsnő alapján). titokban bűnrészes volt zsidó társai deportálásában.
A filmben Emil Brandt egy volt SS-tiszt, aki a Mittelbau-Dora/Mittelwerk koncentrációs táborban Franz Bettmann, a V-2 rakéta főgyártó mérnökének titkára volt. (Bettmann csak egy mellékszereplő a filmben; látszólag a valódi Arthur Rudolphról mintázták). A szovjetek, az amerikaiak és a britek mind megpróbálják elfogni Emil Brandtot, különböző okokból. Az amerikaiak már fogva tartják Bettmannt egy rejtekhelyen, és a Gemkapocs művelet részeként az Egyesült Államokba akarják szállítani, hogy saját rakétaprogramjukon dolgoztassák (lásd Wernher von Braun). A filmben teljes mértékben tisztában vannak Bettmann szerepével a Dora-táborban, és tudnak a V-2 programban használt rabszolgamunkáról. Mégis el akarják fedni a részvételét (mivel nem alkalmazhattak volna törvényesen egy ismert háborús bűnöst), ami magában foglalja Emil Brandt likvidálását, akinek a tanúvallomása vagy írásos feljegyzései megakadályoznák Bettmann tisztára mosását.
Geismer, miközben megpróbálja kijuttatni Berlinből egykori szerelmét, Lénát, egyre jobban belekeveredik Emil Brandt felkutatásába. Egy alkalommal Lena átadja Geismernek Emil feljegyzéseit a Dora táborról. Amikor Lena és Geismer megpróbálják átadni Emil Brandtot a háborús bűnügyek kezelésével megbízott amerikai ügyésznek, az amerikai hatóságok, melyek Bettmannt akarják védeni, elfogják őket és meggyilkolják Brandtot. Azonban Geismer birtokában vannak még Brandt jegyzetfüzetei, amelyeket átad az amerikai hadsereg háborús bűnösökkel foglalkozó nyomozóinak (akikről kiderült, szövetkeznek a többi amerikai hatósággal - azokkal, akik titokban akarják tartani a bizonyítékokat, hogy tisztára mossák Bettmannt), cserébe egy Persilscheinért (egy denazifikációs okmányért) és egy vízumért Lena számára, hogy elhagyhassa Németországot.
A film a holokausztot amputált lábbal túlélő zsidó zálogház-tulajdonos mellékszereplőn keresztül utal a náci emberkísérletekre, különösen a ravensbrücki koncentrációs táborban végzett csontátültetési kísérletekre.

## Szereplők
| Színész          | Szerep                        | Magyar hang          |
| ---------------- | ----------------------------- | -------------------- |
| George Clooney   | Jacob "Jake" Geismer százados | Szabó Sipos Barnabás |
| Cate Blanchett   | Lena Brandt                   | Kováts Adél          |
| Tobey Maguire    | Patrick Tully tizedes         | Csőre Gábor          |
| Beau Bridges     | Muller ezredes                | Vass Gábor           |
| Tony Curran      | Danny                         |                      |
| Leland Orser     | Bernie Teitel százados        | Bognár Zsolt         |
| Jack Thompson    | Breimer képviselő             | Tolnai Miklós        |
| Robin Weigert    | Hannelore                     | Solecki Janka        |
| Ravil Isyanov    | Szikorszkij tábornok          |                      |
| Dave Power       | Hasso Schäffer hadnagy        |                      |
| Christian Oliver | Emil Brandt                   |                      |

## Fogadtatás

### Kritikai visszhang
A jó német általánosságban vegyes véleményeket kapott, sok kritikus azt kifogásolta, hogy túlságosan a stílusra támaszkodik, és nem a karakterek felépítésére koncentrál. 2020 júniusában a Rotten Tomatoes weboldalon 34%-os minősítést kapott 153 kritika alapján, 5,04/10-es átlagértékeléssel. Az oldal egyetértése szerint: "Steven Soderbergh sikeresen utánozza az 1940-es évek noirjainak stílusát, de A jó német végül egy zavarodott stílusgyakorlattá válik, amely elfelejt meggyőző karaktereket kidolgozni". A Metacritic-en a film 34 kritika alapján átlagosan 49 pontot kapott a 100-ból, ami "vegyes vagy átlagos" értékelést jelent.
Peter Travers a Rolling Stone magazintól nagyra értékelte a filmet.

### Bevételi adatok
A nyitóhétvégén 76 817 dollárt keresett öt amerikai moziban. Világszerte összesen 5 914 908 dolláros bevételt ért el a 32 millió dolláros költségvetésével szemben, ebből 1 308 696 dollár az Egyesült Államokban.

### Díjak és jelölések
A filmet a Berlini Nemzetközi Filmfesztiválon Arany Medvére jelölték, továbbá a legjobb eredeti filmzenekategóriában egy Oscar-jelölést kapott.

## Fordítás
- Ez a szócikk részben vagy egészben  a   The Good German című angol Wikipédia-szócikk fordításán alapul.  Az eredeti cikk szerkesztőit annak laptörténete sorolja fel. Ez a jelzés csupán a megfogalmazás eredetét és a szerzői jogokat jelzi, nem szolgál a cikkben szereplő információk forrásmegjelöléseként.